# Trachylepis vezo
Trachylepis vezo este o specie de șopârle din genul Trachylepis, familia Scincidae, descrisă de Ramanamanjato, Nussbaum și Raxworthy 1999. Conform Catalogue of Life specia Trachylepis vezo nu are subspecii cunoscute.

## Galerie

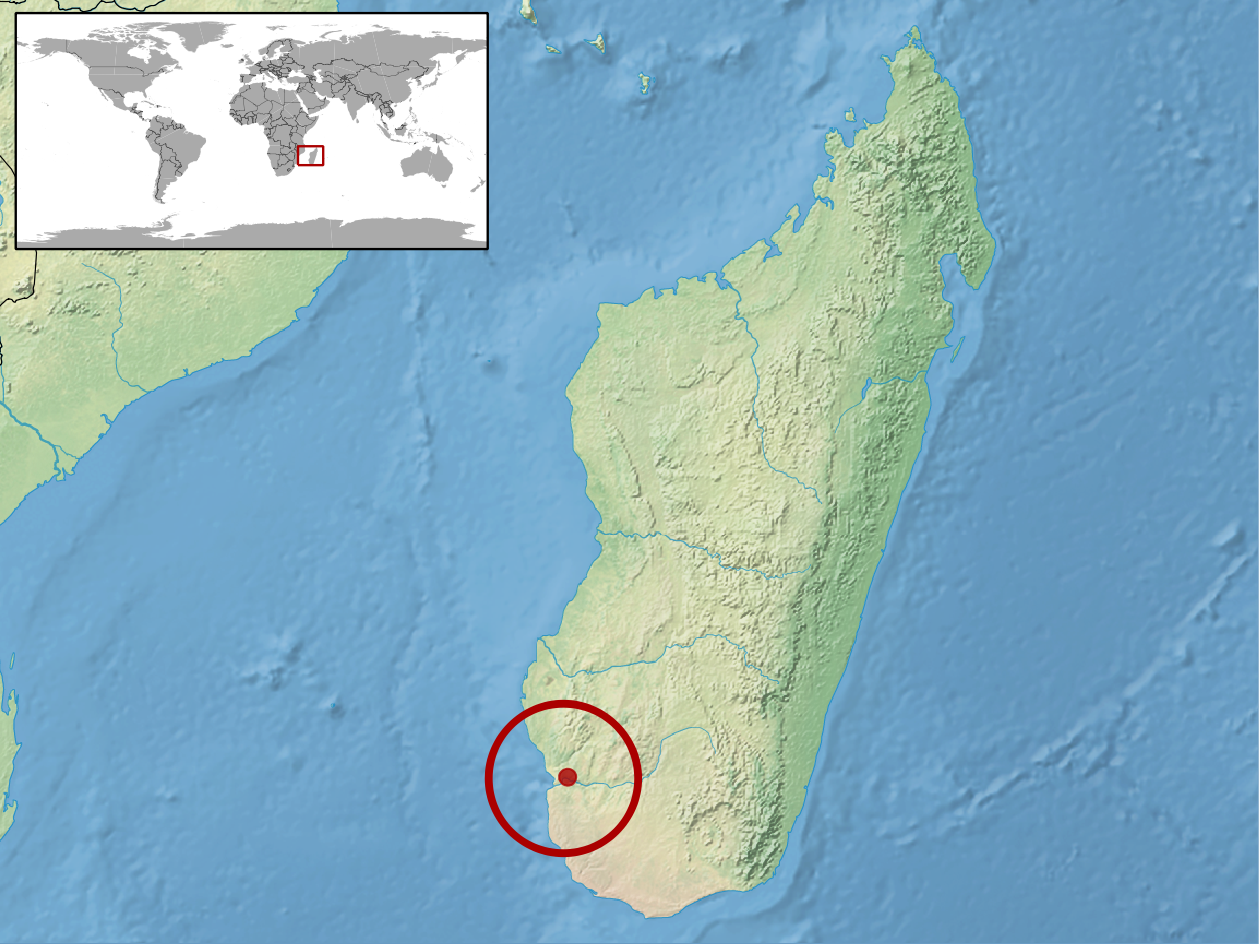